# 大爆笑
『大爆笑』（だいばくしょう）は、1966年7月10日から1967年1月1日まで日本テレビ系列局で放送されていた日本テレビ製作の演芸番組である。その後も1967年1月8日から同年10月8日まで『お笑いサンデー寄席』（おわらいサンデーよせ）と題して放送されていた。共にカラー放送である。

## 概要
寄席ブームの最中にスタートした日曜ゴールデンタイムの演芸番組で、4代目桂米丸が司会を担当。収録は一貫して後楽園ホールで行われていた。
当初はトリオ漫才の流行に合わせて漫才トリオばかりを招いていたが、次第に漫才コンビや漫談家や落語家なども招くようになった。それに伴い、番組は「寄席」の字を冠したタイトルに改めたが、1967年4月からはプロ野球ナイター中継の影響で休止することが多くなった。当時は土曜・日曜のナイター中継が平日版よりも30分長く、19:30 - 21:26に行われていたためである。

## 放送時間
いずれも日本標準時。
- 日曜 19:00 - 19:30 （1966年7月10日 - 1966年9月25日）
- 日曜 19:30 - 20:00 （1966年10月2日 - 1967年10月8日） - 途中、1967年1月8日放送分をもって改題。